# Cabinet Stoiber IV
État libre de Bavière
Stoiber III Beckstein
Le cabinet Stoiber IV (en allemand : Kabinett Stoiber IV) est le gouvernement de l'État libre de Bavière entre le 14 octobre 2003 et le 16 octobre 2007, durant la 15e législature du Landtag.

## Coalition et majorité
Dirigé par le ministre-président chrétien-démocrate sortant Edmund Stoiber, ce gouvernement est constitué et soutenu par la seule Union chrétienne-sociale en Bavière (CSU), qui dispose de 124 députés sur 180, soit 68,9 % des sièges au Landtag.
Il est formé après les élections régionales du 21 septembre 2003.
Il succède donc au cabinet Stoiber III, formé dans des conditions identiques.
Au cours du scrutin, la CSU engrange une progression de presque huit points et totalise plus de 60 % des suffrages exprimés, soit un score triple du principal parti d'opposition. Au pouvoir sans discontinuer depuis 1957, les chrétiens-démocrates remportent la majorité des deux tiers au Landtag, ce qui constitue alors une première en Bavière.
Stoiber, en fonction depuis 1993, annonce en janvier 2007 son intention de démissionner huit mois plus tard. Il tire les conséquences des mauvais sondages de l'Union chrétienne-sociale et des accusations internes sur son style de gouvernance jugé autoritaire. Le parti lui ayant choisi son adjoint Günther Beckstein, il se démet à son profit le 1er octobre et expédie les affaires courantes jusqu'à l'entrée en fonction du cabinet Beckstein, deux semaines après.

## Composition

### Initiale (14 octobre 2003)
- Les nouveaux ministres sont indiqués en gras, ceux ayant changé d'attributions en italique.

| Portefeuille                                                                                           | Titulaire | Titulaire                                                  | Parti |
| --- | --------- | ---------------------------------------------------------- | ----- |
| Ministre-président                                                                                     |           | Edmund Stoiber                                             | CSU   |
| Vice-ministre-président Ministre de l'Intérieur                                                        |           | Günther Beckstein                                          | CSU   |
| Ministre de la Justice                                                                                 |           | Beate Merk                                                 | CSU   |
| Ministre des Finances                                                                                  |           | Kurt Faltlhauser                                           | CSU   |
| Ministre de l'Économie, des Infrastructures, des Transports et de la Technologie                       |           | Otto Wiesheu                                               | CSU   |
| Ministre de l'Agriculture et des Forêts                                                                |           | Josef Miller                                               | CSU   |
| Ministre de l'Environnement, de la Santé et de la Protection du consommateur                           |           | Werner Schnappauf                                          | CSU   |
| Ministre de l'Enseignement et de l'Éducation                                                           |           | Monika Hohlmeier (jusqu'au 21/04/2005) Siegfried Schneider | CSU   |
| Ministre de la Science, de la Recherche et de la Culture                                               |           | Thomas Goppel                                              | CSU   |
| Ministre du Travail, de l'Ordre social, de la Famille et des Femmes                                    |           | Christa Stewens                                            | CSU   |
| Ministre des Affaires fédérales et des Réformes administratives Directeur de la chancellerie régionale |           | Erwin Huber                                                | CSU   |
| Ministre des Affaires européennes et aux Relations régionales                                          |           | Eberhard Sinner                                            | CSU   |

### Remaniement du 29 novembre 2005
- Les nouveaux ministres sont indiqués en gras, ceux ayant changé d'attributions en italique.

| Portefeuille                                                                     | Titulaire | Titulaire           | Parti |
| -------------------------------------------------------------------------------- | --------- | ------------------- | ----- |
| Ministre-président                                                               |           | Edmund Stoiber      | CSU   |
| Vice-ministre-président Ministre de l'Intérieur                                  |           | Günther Beckstein   | CSU   |
| Ministre de la Justice                                                           |           | Beate Merk          | CSU   |
| Ministre des Finances                                                            |           | Kurt Faltlhauser    | CSU   |
| Ministre de l'Économie, des Infrastructures, des Transports et de la Technologie |           | Erwin Huber         | CSU   |
| Ministre de l'Agriculture et des Forêts                                          |           | Josef Miller        | CSU   |
| Ministre de l'Environnement, de la Santé et de la Protection du consommateur     |           | Werner Schnappauf   | CSU   |
| Ministre de l'Enseignement et de l'Éducation                                     |           | Siegfried Schneider | CSU   |
| Ministre de la Science, de la Recherche et de la Culture                         |           | Thomas Goppel       | CSU   |
| Ministre du Travail, de l'Ordre social, de la Famille et des Femmes              |           | Christa Stewens     | CSU   |
| Ministre sans portefeuille Directeur de la chancellerie régionale                |           | Eberhard Sinner     | CSU   |
| Ministre des Affaires fédérales et européennes                                   |           | Emilia Müller       | CSU   |